# آنری دو سن ژرمن
آنری دو سن ژرمن (فرانسوی: Henri de Saint Germain‎; ۳۰ ژوئن ۱۸۷۸ – ۱۹ دسامبر ۱۹۵۱) شمشیرباز اهل فرانسه بود.
وی در مسابقات کشوری و بین‌المللی در مجموع برندهٔ ۱ مدال نقره شده‌است.